# 玛丽亚姆·菲鲁兹
玛丽亚姆·菲鲁兹（波斯語：مریم فیروز；1913年—2008年3月12日），又名玛丽亚姆·法尔曼法尔马伊安，是伊朗巴列维王朝时期著名的反君主制政治人物之一，伊朗人民党成员、伊朗妇女民主组织的主要创始人，伊朗妇女权利运动的积极参与者。因她出身卡扎尔王族，又是一个共产主义者，故被称为“红色公主”。
她是艾哈迈德沙阿时期的伊朗首相阿卜杜勒-侯賽因·米爾扎·法爾曼法爾馬亲王的女儿，同时是伊朗人民党领袖努尔丁·基亚努里的妻子。1979年伊朗伊斯兰革命后，她于1983年2月6日因被指控从事间谍活动而被捕入狱，在狱中遭受酷刑折磨。她被监禁7年，后又被软禁17年。

## 生平
1913年，玛丽亚姆·菲鲁兹出生于克尔曼沙阿。父亲阿卜杜勒-侯赛因·米尔扎·法尔曼法尔马是卡扎尔王朝王储阿巴斯·米尔扎的孙子、权势显赫的政治家和富翁，曾任伊朗首相，母亲是巴图尔·克尔曼沙希（父系为克尔曼的赛义德家族，母系为穆罕默德·侯赛因·米尔扎·哈什马特多莱——卡扎尔王朝君主法特赫-阿里沙阿的孙女）。她的同父异母哥哥菲鲁兹·诺斯拉特多莱三世也是一个政治人物，曾任伊朗外交部长。
她就读于圣女贞德学校和女子师范学校，于1929年取得文凭。同年，在父亲的安排下，16岁的她嫁给法国圣西尔军校毕业生阿巴斯古利·埃斯凡迪亚里上校（其父为哈桑·埃斯凡迪亚里），两人育有两个女儿，名为阿夫萨纳和阿夫萨尔。然而，1939年父亲去世不久，她与丈夫离婚，返回娘家。
此后，她的家成为诗人、作家和知识分子的聚会场所，也成为社会主义思想传播的中心。传言她曾与著名诗人拉希·穆阿耶里有过亲密恋情，但最终她选择与出身什叶派教士世家的建筑工程师努尔丁·基亚努里一起生活和从事政治。
尽管出身于王族家庭，玛丽亚姆通过伊拉杰·埃斯坎达里的关系开始参与伊朗人民党的活动，并于1942年正式加入该党。后来，她主持建立伊朗人民党的妇女翼伊朗妇女民主组织，并当选为该党中央委员。由于她的王族出身和加入左翼运动的大胆行为，在社会上引起巨大反响，甚至被外国媒体称为“红色公主”。1944年，她与基亚努里结婚，开始一段动荡不安的政治生涯。
1953年伊朗政变后，她与基亚努里在地下隐匿生活四年，并于1957年离开伊朗前往苏联，后移居东德，继续从事政治活动。当时她已被伊朗法院缺席判处死刑。玛丽亚姆·菲鲁兹与穆罕默德·摩萨台有亲戚关系（摩萨台是她的表亲），她在1953年政变前夕曾作为摩萨台内宅与伊朗人民党领导之间的联络人。
1979年伊朗伊斯兰革命后，玛丽亚姆与丈夫基亚努里在流亡国外26年后，于1979年5月回到伊朗并定居。同时，基亚努里开始担任伊朗人民党第一书记。
由于伊朗人民党对伊朗伊斯兰共和国在两伊战争问题上的政策提出批评，加上伊朗与苏联关系恶化以及美国中央情报局的煽动，该党最终遭到伊朗神权当局镇压，大批成员被捕或处决。玛丽亚姆也与丈夫基亚努里一同被捕，此后一直处于监禁或伊朗情报部监控之下，并被软禁至基亚努里去世。1983年2月6日，年逾七旬的玛丽亚姆与50多位伊朗人民党领导人和骨干成员同时被捕，并遭受严重的身心折磨。在长达9年的监禁中，她始终被单独关押，条件极其恶劣。异见作家伊拉吉·米斯达吉称她的遭遇在世界上“独一无二”。
基亚努里在1989年2月5日写给伊朗最高领袖阿里·哈梅内伊的信中写道：“我的妻子玛丽亚姆被鞭打到如今7年过去，夜里脚底仍然剧痛难忍。这还只是‘合法’的刑罚，此外还有各种侮辱和最粗鄙的辱骂（如‘妓女’、‘妓女头子’等）。她被打得左耳失聪。我要提醒您：她当时已经是一个70岁的老太太。”
有报道称，曾被伊朗神权当局“强迫悔罪”的伊朗人民党成员古拉姆哈桑·盖姆帕纳赫是鞭打玛丽亚姆的执行者之一，也是对她实行酷刑的人之一。
玛丽亚姆·菲鲁兹除翻译和发表过一些文章外，还撰写一本名为《闪亮的面孔》的书，记录政变时期普通百姓对遭受迫害政治人物的支持与牺牲精神。另一本名为《玛丽亚姆·菲鲁兹回忆录》的书于1990年代末出版，据信是伊朗情报部策划之作。伊朗人民党成员穆罕默德-阿里·阿穆伊称，玛丽亚姆本人并不认可此书内容，并曾明确对其表示：“那不是我写的，是别人用我的名义写的。”
她于2008年3月12日在德黑兰去世，安葬于“贝赫什特-扎赫拉”公墓的法尔曼法尔玛家族墓地。